# Irakli Tsereteli
Irakli Tsereteli (georgià: ირაკლი (კაკი) გიორგის ძე წერეთელი)  (Gorisa, 20 de novembre de 1881 (Julià) - Nova York, 20 de maig de 1959), rus: Ира́клий Гео́ргиевич Церете́ли, fou un polític georgià i un dels líders del Partit Social Demòcrata de Rússia i posteriorment del partit menxevic. Després de la Revolució d'octubre i el domini dels bolxevics, tornà a la República de Geòrgia i després de la invasió de Geòrgia per part de l'Exèrcit Roig, el 1921, es va exiliar definitivament.

## Obres
- Церетели И. Г. Речи - Париж-Тифлис, 1917-18 Т. 1-2.
- Церетели И. Г. Воспоминания о Февральской революции - Париж, 1963 Т. 1-2.